# Vicques (Calvados)
Vicques ist eine französische Gemeinde mit 69 Einwohnern (Stand: 1. Januar 2022) im Département Calvados in der Region Normandie. Sie gehört zum Arrondissement Caen und zum Kanton Falaise.

## Geografie
Vicques liegt im Süden der Ebene von Caen am Fluss Dives, rund zehn Kilometer nordöstlich von Falaise und etwa 33 Kilometer südsüdöstlich von Caen. Umgeben wird die Gemeinde von Jort im Norden, Louvagny im Osten, Morteaux-Coulibœuf im Süden sowie Bernières-d’Ailly im Westen.

## Bevölkerungsentwicklung
| Jahr                              | 1962 | 1968 | 1975 | 1982 | 1990 | 1999 | 2006 | 2019 |
| Einwohner                         | 80   | 60   | 53   | 53   | 63   | 50   | 52   | 72   |
| Quellen: Cassini, EHESS und INSEE |      |      |      |      |      |      |      |      |

## Sehenswürdigkeiten
- Kirche Saint-Gervais, 1734 erbaut
- Schloss Vicques mit der Kapelle Notre-Dame und Taubenturm, Monument historique seit 1975

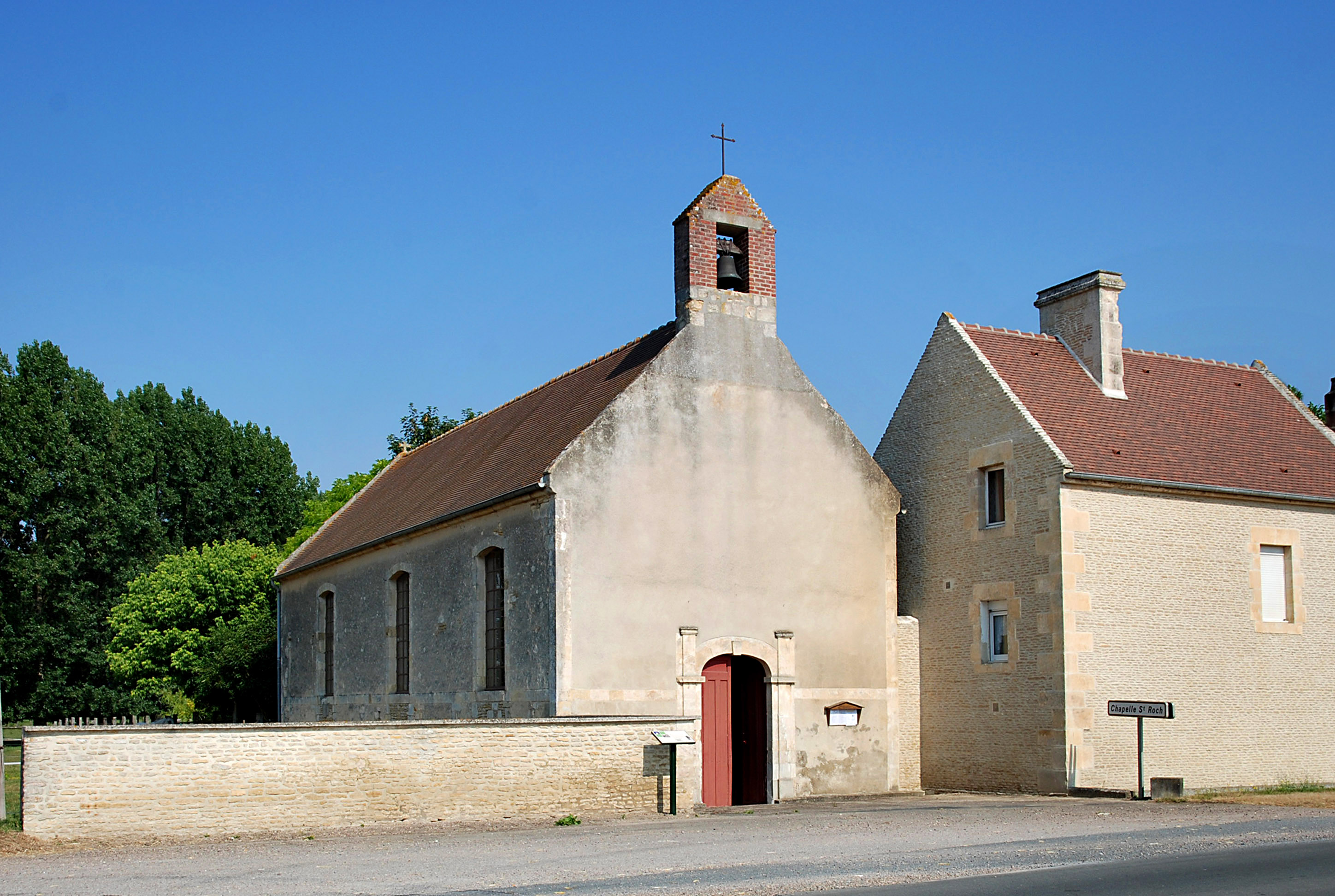
Kirche Saint-Gervais